# Чосон Киджа

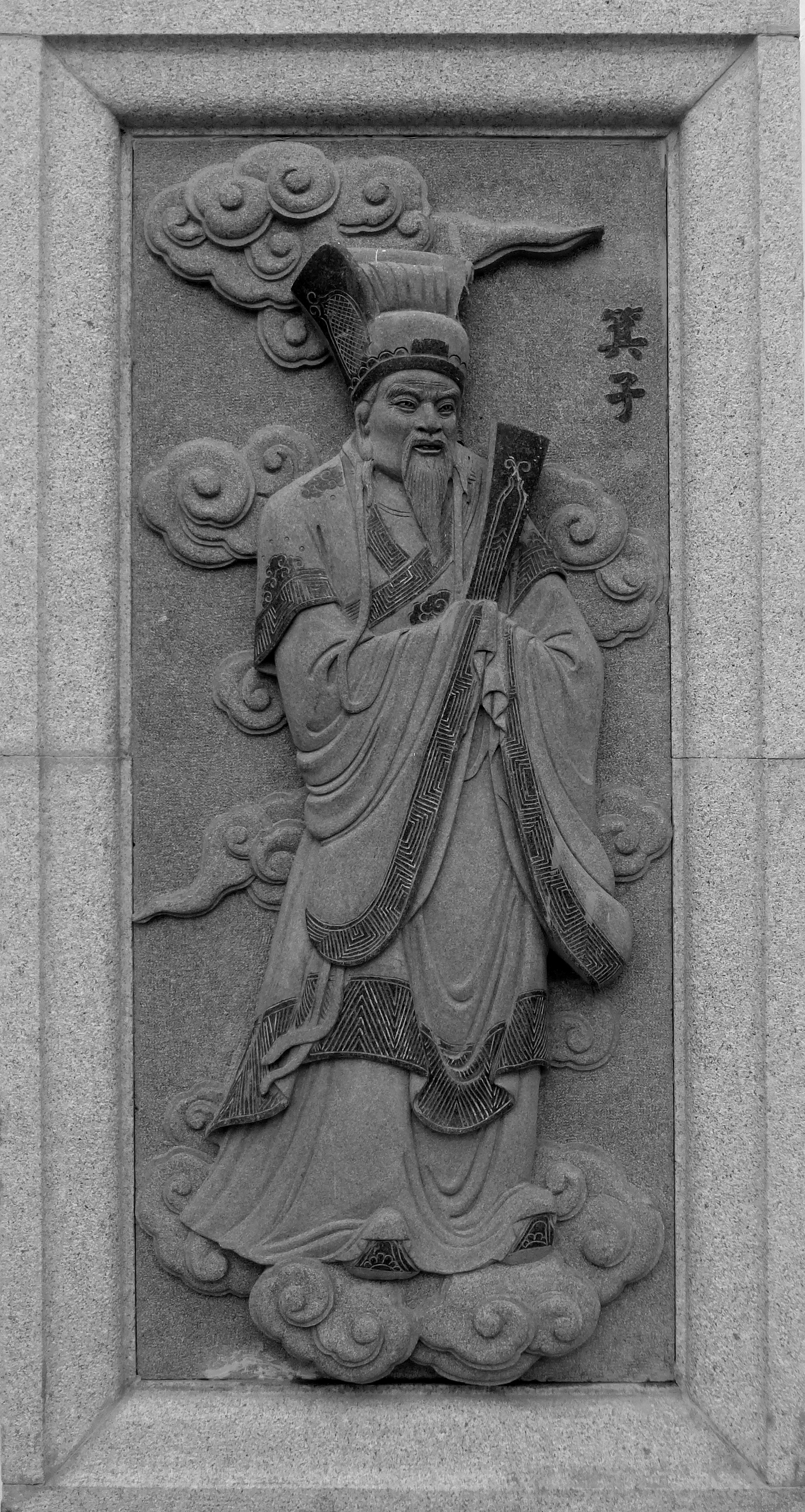
Киджа

Чосон Киджа — полумифический период в истории корейского государства Кочосон после воцарения Киджа (кит. Цицзы или Ци-цзы). Китайские записи третьего века до н. э. говорят о том, что Киджа был дядей последнего императора китайской династии Шан, короля Чжоу. Документ «Тхэвон Сону Ссисэбо» (генеалогия тхэвонского клана Сону) (태원선우씨세보, 太原鮮于氏世譜) перечисляет имена 41 правителя Чосона Киджа и периоды их правления.
Китайские источники, в отличие от корейских, приписывают основание Древнего Чосона выходцу из Китая Ци-цзы. По их мнению, это произошло в начале II тысячелетия до н. э. Большинство западных историков Древнего Востока подвергают такую датировку сомнению и не выделяют в истории Древнего Чосона этот период.